# Ricordati di vivere (il primo battito)
Ricordati di vivere (il primo battito) è un singolo del cantautore italiano Jovanotti, pubblicato il 20 gennaio 2023 come secondo estratto dal quindicesimo album in studio Il disco del Sole.

## Video musicale
Il videoclip, diretto da Giacomo Triglia e girato in Niger, è stato pubblicato in concomitanza con il lancio del singolo attraverso il canale YouTube del cantautore.